# إيفا كريستيان
إيفا كريستيان (بالألمانية: Eva Christian )‏ (و. 1937  م) هي ممثلة أفلام ألمانية، ولدت في برلين.

## وصلات خارجية
- إيفا كريستيان على موقع IMDb (الإنجليزية)
- إيفا كريستيان على موقع مونزينجر (الألمانية)
- إيفا كريستيان على موقع ألو سيني (الفرنسية)
- إيفا كريستيان على موقع قاعدة بيانات الفيلم (الإنجليزية)
- إيفا كريستيان على موقع كينوبويسك (الروسية)

- إيفا كريستيان في قاعدة بيانات الأفلام على الإنترنت